# CoCo Lee

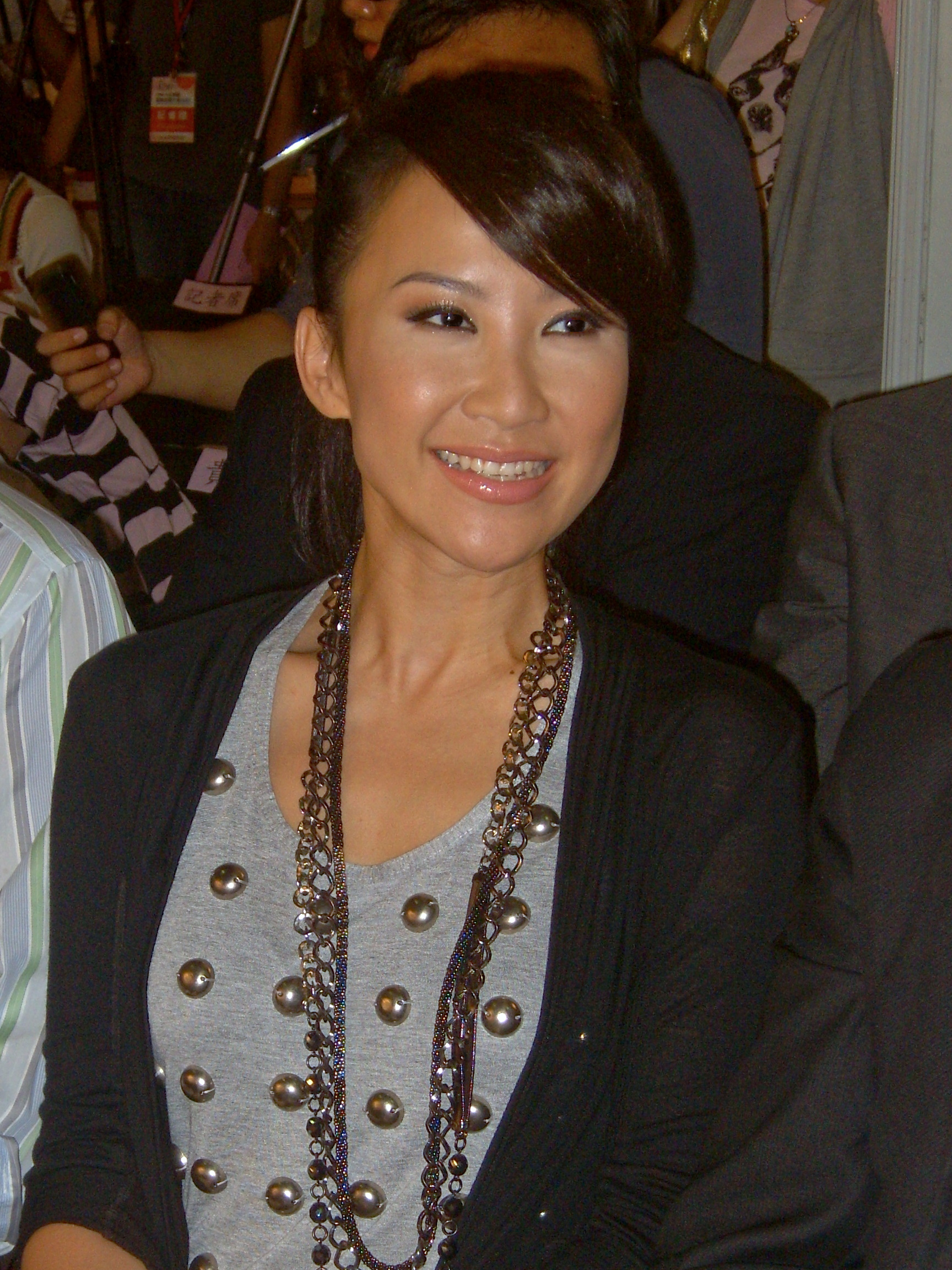
CoCo Lee (2009)

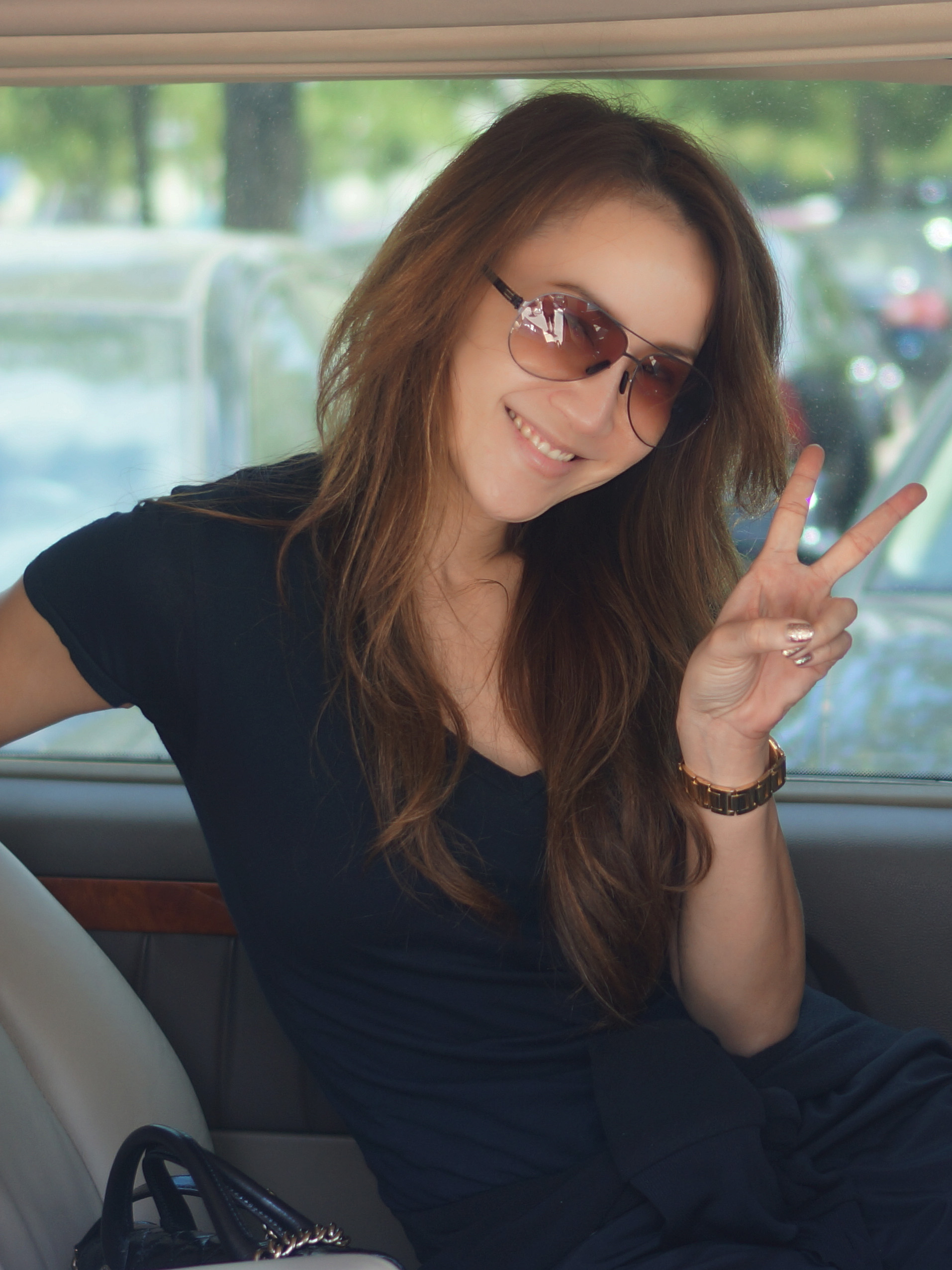
Lee (2013)

CoCo Lee (chinesisch 李玟, Pinyin Lǐ Wén, Jyutping Lei5 Man4; * 17. Januar 1975 als Ferren Lee 李美琳,  Lǐ Měilín, Jyutping Lei5 Mei5lam4, kantonesisch Lee Mei-lam in Hongkong; † 5. Juli 2023 ebenda) war eine US-amerikanische Popsängerin chinesischer Herkunft, die überwiegend in China, den Vereinigten Staaten und Australien bekannt war. Sie sang auf Englisch und Hochchinesisch.

## Leben und Karriere
CoCo Lee wurde als Tochter einer Hongkongerin und eines Malaysiers chinesischer Abstammung in Hongkong geboren. Sie hat zwei ältere Schwestern, darunter Nancy Lee, eine ehemalige lokale Schauspielerin in Hongkong, die später ihre Managerin wurde. Ihr Vater starb vor ihrer Geburt. Sie kam im Alter von neun Jahren mit ihrer Mutter und ihren beiden Schwestern in die Vereinigten Staaten nach San Francisco. Sie besuchte die Presidio Middle School und die Raoul Wallenberg Traditional High School in San Francisco. Nach ihrem Highschool-Abschluss besuchte sie 1992 Hongkong, wo ihre Schwestern am Miss-Hongkong-Wettbewerb teilnahmen; sie nahm am Gesangswettbewerb New Talent Singing Awards des Hongkonger Musiklabels Capital Artists teil und belegte mit dem Lied Run to You von Whitney Houston den zweiten Platz. Da sie gut Englisch sprach, wurde ihr danach von Capital Artists ein Plattenvertrag angeboten. Sie besuchte parallel dazu die University of California, Irvine, verließ sie jedoch nach dem ersten Jahr, um sich auf ihre Musikkarriere zu konzentrieren.
Ihr Debüt machte sie auf dem Kompilationsalbum Red Hot Hits '93 Autumn Edition (火熱動感93勁秋版). 1994 erschien ihr Debütalbum auf Hochchinesisch (Mandarin). 1995 erschien ihr erstes englischsprachiges Album; sie war aber die nächste Zeit überwiegend für den chinesischen Markt aktiv. 1996 unterzeichnete sie einen Plattenvertrag mit Sony Music Entertainment.
2000 sang Lee den Titel A Love Before Time für den Film Tiger and Dragon ein. Das Lied wurde für einen Oscar in der Kategorie Bester Song nominiert und ein Auftritt Lees bei der Oscarverleihung 2001 folgte. Mit dem Soultitel Do You Want My Love erreichte sie die Charts in Australien und Neuseeland sowie die US-Dance-Club-Song-Charts.
CoCo Lee heiratete am 27. Oktober 2011 in Hongkong den dort lebenden kanadischen Geschäftsmann Bruce Rockowitz in einer jüdischen Hochzeitszeremonie. Bei der Hochzeit traten unter anderem Bruno Mars, Alicia Keys und Ne-Yo auf. Für ihre Hochzeit nahm sie das Lied I Just Wanna Marry U in einer chinesischen und englischen Version auf, die am 24. Oktober 2011 veröffentlicht wurde. In seine Ehe brachte Rockowitz zwei erwachsene Töchter aus seiner früheren Ehe ein.
2016 war Lee Gewinnerin der chinesischen TV-Castingshow I am a Singer.
Ende 2022 unterzog sich Lee Operationen zur Entfernung von Brustkrebs. Im Februar 2023 wurde sie am Becken und Oberschenkel ihres linken Beines operiert.
Lee litt einige Jahre an Depressionen und verstarb am 5. Juli 2023 im Alter von 48 Jahren im Hongkonger Queen Mary Hospital nach einem drei Tage zuvor unternommenen Suizidversuch.

## Diskografie

### Alben
- 1994: Love From Now On
- 1994: Promise Me
- 1995: Brave Enough To Love (Cover-Album)
- 1995: Woman In Love
- 1995: You are in my heart concert (Live)
- 1996: Beloved Collection (Kompilation)
- 1997: Dance with the wind (Remix)
- 1996: CoCo 李玟
- 1996: CoCo’s Party (Cover-Album)
- 1997: Sincere
- 1997: CoCo
- 1998: DiDaDi
- 1998: Sunny Day
- 1999: Today Until Forever
- 1999: Just No Other Way
- 2000: The best of my love (Kompilation)
- 2000: True Lover, You and Me
- 2001: Promise
- 2005: Exposed
- 2006: Just Want You
- 2008: 1994–2008 Best collection (Kompilation)
- 2009: East to west
- 2012: Ultimate Coco
- 2013: Illuminate

## Auszeichnungen für Musikverkäufe
| Goldene Schallplatte - Australien - 2000: für die Single Do You Want My Love |

| Land/RegionAuszeichnungen für Musikverkäufe (Land/Region, Auszeichnungen, Verkäufe, Quellen) | Gold  | Platin | Verkäufe | Quellen     |
| -------------------------------------------------------------------------------------------- | ----- | ------ | -------- | ----------- |
| Australien (ARIA)                                                                            | Gold1 | —      | 35.000   | aria.com.au |
| Insgesamt                                                                                    | Gold1 | —      |          |             |

## Fußnote
1. ↑  
Der Gesangswettbewerb New Talent Singing Awards, kurz NTSA (chinesisch 新秀歌唱大賽 / 新秀歌唱大赛, Pinyin Xīnxiù Gēchàng dà sài, Jyutping San1sau3 Go1coeng3 Daai6 Coi3), wurde vom lokalen Musiklabel Capital Artists Music Limited (華星唱片出版有限公司 / 华星唱片出版有限公司) veranstaltet.

| Personendaten    | Personendaten |
| ---------------- | --- |
| NAME             | Lee, CoCo |
| ALTERNATIVNAMEN  | Lǐ, Wé (Pinyin); Lei5, Man4 (Jyutping); 李玟 (chinesisch, Lang- und Kurzzeichen); Lee, Mei Lam (kantonesisch); Lee, Mei-lam (Ad-hoc-Umschrift, kantonesisch); Ferren Lee (englisch); Lǐ, Měilín (Pinyin); Lei5, Mei5lam4 (Jyutping); 李美琳 (Geburtsname, chinesisch, Lang- und Kurzzeichen) |
| KURZBESCHREIBUNG | US-amerikanische Popsängerin |
| GEBURTSDATUM     | 17. Januar 1975 |
| GEBURTSORT       | Hongkong |
| STERBEDATUM      | 5. Juli 2023 |
| STERBEORT        | Hongkong |